# グリーンライン (アトランタ・マルタ)
グリーンライン（Green Line）は、アトランタ・マルタが運行する地下鉄路線である。バンクウッド駅とアシュビー駅を結んでいるが、アシュビー駅からブルーラインに乗り入れるため、運転系統としては、バンクウッド駅からエッジウッド/キャンドラー・パーク駅まで通じている。

## 概要
バンクウッド駅からブルーラインとの接続駅であるアシュビー駅を経由して、アトランタ中心街を通り、エッジウッド/キャンドラー・パーク駅まで結んでいる。元々プロクター・クリーク線（Proctor Creek Line）と呼ばれていたのを2009年に路線を色ごとに改名した際に、グリーンラインと名付けられた。

## 運行形態
平日早朝は20分毎（1時間に3本）、昼間は15分毎（1時間に4本）に運行され、全列車がブルーラインのエッジウッド/キャンドラー・パーク駅まで運行される。平日21時以降は、ブルーラインに乗り入れず、20分毎にバンクウッド駅・アシュビー駅間のみで運行。
土休日は終日20分毎の運行で、早朝から深夜21時まで、ブルーラインのキング・メモリアル駅まで乗り入れるが、深夜21時以降はバンクウッド駅・アシュビー駅間のみで運行。

## 駅一覧
| 駅                                | 駅番号 | 開業年 | 乗り換え                                    |
| --------------------------------- | ------ | ------ | ------------------------------------------- |
| バンクウッド                      | P4     | 1992   |                                             |
| アシュビー                        | W3     | 1979   | ブルーライン（ハミルトン・E・ホームズ方面） |
| バイン・シティー                  | W2     | 1979   |                                             |
| GWCC/CNNセンター                  | W1     | 1979   |                                             |
| ファイブ・ポインツ                |        | 1979*  | レッドライン・ゴールドライン                |
| ジョージア・ステート              | E1     | 1979   |                                             |
| キング・メモリアル                | E2     | 1979   |                                             |
| インマン・パーク/レイノルズタウン | E3     | 1979   |                                             |
| エッジウッド/キャンドラー・パーク | E4     | 1979   |                                             |
| イースト・レイク                  | E5     | 1979   |                                             |
| ディケーター                      | E6     | 1979   |                                             |
| エイボンデール                    | E7     | 1979   |                                             |
| ケンジントン                      | E8     | 1993   |                                             |
| インディアン・クリーク            | E9     | 1993   |                                             |

※レッドライン・ゴールドラインは1981年開業。